# Просто добавь магии
«Просто добавь магии» или «И немного волшебства»» (англ. Just Add Magic) — американский детский телесериал производства Amazon Studios, основанная на одноименной книге Синди Каллагана. Пилот был выпущен в 2015 году, а полный сезон уже в следующем году. Amazon возобновил сериал для второго сезона в июне 2016 года после того, как он «установил рекорд как самый успешный премьерный уик-энд Amazon Original Kids с точки зрения потокового видео в США».
Продолжение вышло в виде отдельного сериала спин-оффа под названием «Просто добавь магии: Таинственный город» (англ. Just Add Magic: Mystery City), который был выпущен 15 января 2020 года.

## Сюжет
Келли Куин и её две лучшие подруги, Дарби О'Брайн и Ханна Паркер-Кент, находят на чердаке бабушкину поваренную книгу, в которой таятся совсем не обычные рецепты. Когда «Торт-Затыкашка» успокоил непоседливого брата Келли, а «Лечащий торт с фундуком» помог Дарби вылечить лодыжку, девочки поняли, что отныне они обладают магической силой, и что каждое заклинание имеет свою цену...
Девочки теперь новые хранители волшебной книги и их задача использовать её во благо, иначе в плохих руках она навлечёт много бед. Их ждут самые необычные приключения.

## В ролях

### Главные
- Оливия Санабия — Келли Куинн
- Эбби Доннелли — Дарби О'Брайан
- Обри К. Миллер — Ханна Паркер-Кент
- Джуда Беллами — Джейк Уиллиамс
- Катия Охеда — Терри Куинн, мать Келли
- Эндрю Бёрлинсон — Скотт Куинн, отец Келли
- Ли Уоллес-Стоун — Ребекка “Бекки” Куинн, бабушка Келли
- Эми Хилл — Айда "Мама Пи" Перес
- Эллен Карстен — Миссис Джина Силверс
- Эйден Лавкамп — Бадди Куинн, младший брат Келли

### Второстепенные
- Мира Фурлан — Странница
- Зак Каллисон — Чак
- Джереми Гаскин — Эр-Джей
- Джоли Хоанг-Раппапорт — Зоуи
- Фелиша Террелл — Ноэль Джаспер
- Спрэг Грейден — Джилл/Кэролайн
- Тесс Парас — Эрин Чуа
- Усман Элли — Мистер Моррис
- Джен Дрохан — Эми

## Эпизоды
| Сезон | Сезон | Эпизоды | Эпизоды | Оригинальная дата выхода | Оригинальная дата выхода |
| Сезон | Сезон | Эпизоды | Эпизоды | Начало сезона            | Конец сезона             |
| ----- | ----- | ------- | ------- | ------------------------ | ------------------------ |
|       | 1     | 13      | 13      | 15 января 2015 года      | 14 января 2016 года      |
|       | 2     | 26      | 13      | 14 октября 2016 года     | 12 января 2017 года      |
|       | 2     | 26      | 13      | 19 января 2018 года      | 19 января 2018 года      |
|       | 3     | 12      | 11      | 1 февраля 2019 года      | 1 февраля 2019 года      |
|       | 3     | 12      | 1       | 25 октября 2019 года     | 25 октября 2019 года     |

## Внешние ссылки
- «Просто добавь магии» (англ.) на сайте Internet Movie Database
- Just Add Magic на Amazon Video